# Liga LGT 2005
La temporada 2005 de la Liga LGT fue la tercera edición desde que se iniciara la competición de traineras en 2003 y la primera organizada por la Liga Noroeste de Traineras. Compitieron 16 equipos encuadrados en un único grupo. La temporada regular comenzó el 18 de junio en Chapela (Pontevedra) y terminó el 28 de agosto en Vigo (Pontevedra). Posteriormente, se disputaron los play-off para el ascenso a la Liga ACT.

## Sistema de competición
La Liga LGT estuvo compuesta por un único grupo que disputó un calendario de doce regatas durante la fase regular dos de ellas, Bandera Teresa Herrera y Bandera Ciudad de Ferro, se compitieron a doble jornada con una primera regata clasificatoria que no puntuó. Al finalizar dicho calendario y para decidir los ascensos y descensos entre la Liga ACT y la Liga LGT se disputaron los siguientes play-off:
- Play-off previo de ascenso a Liga ACT: se disputaron dos plazas para competir en el posterior play-off de ascenso a la Liga ACT entre los 2 primeros de la Liga LGT, los dos primeros clasificados de la Liga Federativa Vasco-Cántabra y una trainera asturiana.
- Play-off de ascenso a Liga ACT: se disputaron 2 plazas en la Liga ACT entre los 2 últimos clasificados de dicha competición y los 2 primeros del play-off previo.

Ningún club de la Liga LGT mostró interés en ascender a la Liga ACT, por lo que no se disputó el Play-off previo.
Todas las regatas se disputaron en tandas en líneas con cuatro a ocho calles. En todos los casos la distancia a bogar en cada regata fue de 3 millas náuticas que equivalen a 5556 metros.

## Calendario

### Temporada regular
Las siguientes regatas tuvieron lugar en 2005.
| Orden | Regata                                     | Fecha        | Hora  | Modalidad         | Localidad         | Provincia  |
| ----- | ------------------------------------------ | ------------ | ----- | ----------------- | ----------------- | ---------- |
| 1     | XIX Bandera Concejo de Redondela           | 18 de junio  | 17:30 | En línea 4 calles | Chapela           | Pontevedra |
| 2     | XXI Bandera Concejo de El Grove            | 26 de junio  | 11:00 | En línea 4 calles | El Grove          | Pontevedra |
| 3     | III Bandera Pereira                        | 3 de julio   | 11:30 | En línea 4 calles | Moaña             | Pontevedra |
| 4     | XXIII Bandera El Corte Inglés (1ª jornada) | 17 de julio  | 11:30 | En línea 4 calles | Vigo              | Pontevedra |
| 5     | III Bandera Concejo de Poyo                | 23 de julio  | 18:00 | En línea 5 calles | Poyo              | Pontevedra |
| 6     | XXIV Bandera Concejo de Moaña              | 15 de julio  | 17:30 | En línea 5 calles | Meira             | Pontevedra |
| 7     | XVIII Bandera Concejo de Cangas            | 30 de julio  | 17:00 | En línea 5 calles | Cangas de Morrazo | Pontevedra |
| 8     | XV Bandera Concejo de Oleiros              | 31 de julio  | 11:00 | En línea 4 calles | Oleiros           | La Coruña  |
| 9     | XX Bandera Teresa Herrera                  | 7 de agosto  | 11:30 | En línea 8 calles | La Coruña         | La Coruña  |
| 10    | II Bandera Ciudad de Ferrol                | 13 de agosto | 18:00 | En línea 5 calles | La Coruña         | La Coruña  |
| 11    | X Bandera Concejo de Pontevedra            | 15 de agosto | 18:00 | En línea 6 calles | Pontevedra        | Pontevedra |
| 12    | XIII Bandera Concejo de Vigo               | 28 de agosto | 11:30 | En línea 6 calles | Vigo              | Pontevedra |

### Play-off de ascenso a Liga ACT
| Orden | Regata       | Fecha            | Hora  | Modalidad         | Provincia |
| ----- | ------------ | ---------------- | ----- | ----------------- | --------- |
| 1     | Fuenterrabía | 24 de septiembre | 17:00 | En línea 4 calles | Guipúzcoa |
| 2     | Portugalete  | 25 de septiembre | 12:00 | En línea 4 calles | Vizcaya   |

## Traineras participantes
| Equipo          | Nombre de la Trainera     | Localidad            | Provincia  | Localización de los equipos |
| --------------- | ------------------------- | -------------------- | ---------- | --- |
| Muros           | Muradana                  | Muros                | La Coruña  | Muros Puebla Amegrove Coruxo Náutico Vigo Rianxo Vila de Cangas · Bueu Samertolameu Tirán San Simón Chapela As Xubias Perillo A Cabana Ares Castropol |
| Puebla          | Carmela                   | Puebla del Caramiñal | La Coruña  | Muros Puebla Amegrove Coruxo Náutico Vigo Rianxo Vila de Cangas · Bueu Samertolameu Tirán San Simón Chapela As Xubias Perillo A Cabana Ares Castropol |
| Amegrove        | Pabliño                   | El Grove             | Pontevedra | Muros Puebla Amegrove Coruxo Náutico Vigo Rianxo Vila de Cangas · Bueu Samertolameu Tirán San Simón Chapela As Xubias Perillo A Cabana Ares Castropol |
| Coruxo          | Fontaíña                  | Vigo                 | Pontevedra | Muros Puebla Amegrove Coruxo Náutico Vigo Rianxo Vila de Cangas · Bueu Samertolameu Tirán San Simón Chapela As Xubias Perillo A Cabana Ares Castropol |
| Náutico de Vigo | Real Club Náutico de Vigo | Vigo                 | Pontevedra | Muros Puebla Amegrove Coruxo Náutico Vigo Rianxo Vila de Cangas · Bueu Samertolameu Tirán San Simón Chapela As Xubias Perillo A Cabana Ares Castropol |
| Rianxo          | Concello de Rianxo        | Rianjo               | La Coruña  | Muros Puebla Amegrove Coruxo Náutico Vigo Rianxo Vila de Cangas · Bueu Samertolameu Tirán San Simón Chapela As Xubias Perillo A Cabana Ares Castropol |
| Vila de Cangas  | Balea                     | Cangas de Morrazo    | Pontevedra | Muros Puebla Amegrove Coruxo Náutico Vigo Rianxo Vila de Cangas · Bueu Samertolameu Tirán San Simón Chapela As Xubias Perillo A Cabana Ares Castropol |
| Bueu            | Maruxia                   | Bueu                 | Pontevedra | Muros Puebla Amegrove Coruxo Náutico Vigo Rianxo Vila de Cangas · Bueu Samertolameu Tirán San Simón Chapela As Xubias Perillo A Cabana Ares Castropol |
| Samertolameu    | A Terca                   | Meira                | Pontevedra | Muros Puebla Amegrove Coruxo Náutico Vigo Rianxo Vila de Cangas · Bueu Samertolameu Tirán San Simón Chapela As Xubias Perillo A Cabana Ares Castropol |
| Tirán           | Pereira                   | Tirán                | Pontevedra | Muros Puebla Amegrove Coruxo Náutico Vigo Rianxo Vila de Cangas · Bueu Samertolameu Tirán San Simón Chapela As Xubias Perillo A Cabana Ares Castropol |
| Chapela         | Arealonga                 | Redondela            | Pontevedra | Muros Puebla Amegrove Coruxo Náutico Vigo Rianxo Vila de Cangas · Bueu Samertolameu Tirán San Simón Chapela As Xubias Perillo A Cabana Ares Castropol |
| As Xubias       | As Xubias                 | Las Jubias           | La Coruña  | Muros Puebla Amegrove Coruxo Náutico Vigo Rianxo Vila de Cangas · Bueu Samertolameu Tirán San Simón Chapela As Xubias Perillo A Cabana Ares Castropol |
| Perillo         | Perillo                   | Perillo              | La Coruña  | Muros Puebla Amegrove Coruxo Náutico Vigo Rianxo Vila de Cangas · Bueu Samertolameu Tirán San Simón Chapela As Xubias Perillo A Cabana Ares Castropol |
| A Cabana        | Albatros                  | La Cabana            | La Coruña  | Muros Puebla Amegrove Coruxo Náutico Vigo Rianxo Vila de Cangas · Bueu Samertolameu Tirán San Simón Chapela As Xubias Perillo A Cabana Ares Castropol |
| Ares            | Santa Olalla de Lubre     | Ares                 | La Coruña  | Muros Puebla Amegrove Coruxo Náutico Vigo Rianxo Vila de Cangas · Bueu Samertolameu Tirán San Simón Chapela As Xubias Perillo A Cabana Ares Castropol |
| Castropol       | Ría del Eo                | Castropol            | Asturias   | Muros Puebla Amegrove Coruxo Náutico Vigo Rianxo Vila de Cangas · Bueu Samertolameu Tirán San Simón Chapela As Xubias Perillo A Cabana Ares Castropol |

Los clubes participantes están ordenados geográficamente, de oeste a este.

### Equipos por provincia
| Provincia  | N. | Equipos                                                                               |
| ---------- | -- | ------------------------------------------------------------------------------------- |
| Pontevedra | 8  | Amegrove, Bueu, Chapela, Coruxo, Samertolameu, Náutico de Vigo, Tirán, Vila de Cangas |
| La Coruña  | 7  | Ares, A Cabana, Esteirana, Muros, Perillo, Puebla, Rianxo, As Xubias                  |
| Asturias   | 1  | Castropol                                                                             |

### Ascensos y descensos
| Pos. | Descendido de Liga ACT |
| ---- | ---------------------- |
| 12.º | Tirán                  |

| Pos. | Clubes de Ligas LGT no inscritos |
| ---- | -------------------------------- |
| 11.º | Esteirana                        |
| 14.º | San Simón                        |

| Pos. | Nueva inscripción |
| ---- | ----------------- |
| -    | Castropol         |
| -    | Puebla            |

     Descenso después de play-off.

     Descenso administrativo o desaparición.

     Nueva inscripción.

## Clasificación

### Temporada regular
A continuación se recoge la clasificación en cada una de las regatas disputadas.

#### Puntuaciones
Los puntos se reparten entre los dieciséis participantes en cada regata.
| Posición | 1.º | 2.º | 3.º | 4.º | 5.º | 6.º | 7.º | 8.º | 9.º | 10.º | 11.º | 12.º | 13.º | 14.º | 15.º | 16.º |
| -------- | --- | --- | --- | --- | --- | --- | --- | --- | --- | ---- | ---- | ---- | ---- | ---- | ---- | ---- |
| Puntos   | 16  | 15  | 14  | 13  | 12  | 11  | 10  | 9   | 8   | 7    | 6    | 5    | 4    | 3    | 2    | 1    |

#### Resultados por regata
A continuación se recoge la clasificación en cada una de las regatas disputadas.
| Pos. | Club            | Trainera                  | 1 RED | 2 GRO | 3 PER | 4 ING | 5 POY | 6 MOA | 7 CAN | 8 OLE | 9 TER | 10 FER | 11 PON | 12 VIG | Puntos |
| ---- | --------------- | ------------------------- | ----- | ----- | ----- | ----- | ----- | ----- | ----- | ----- | ----- | ------ | ------ | ------ | ------ |
| 1    | Samertolameu    | A Terca                   | 4     | 2     | 1     | 2     | 1     | 2     | 1     | 3     | 2     | 1      | 2      | 1      | 182    |
| 2    | Amegrove        | Pabliño                   | 1     | 1     | 2     | 5     | 4     | 1     | 5     | 1     | 3     | 5      | 4      | 4      | 168    |
| 3    | Perillo         | Perillo                   | 5     | 3     | 7     | 1     | 5     | 3     | 2     | 2     | 1     | 3      | 1      | 3      | 168    |
| 4    | Tirán           | Pereira                   | 2     | 4     | 4     | 7     | 3     | 6     | 3     | 4     | 5     | 4      | 5      | 2      | 155    |
| 5    | Ares            | Santa Olalla de Lubre     | 3     | 5     | 3     | 3     | 2     | 5     | 6     | 6     | 7     | 2      | 3      | 8      | 151    |
| 6    | Vila de Cangas  | Balea                     | 7     | 7     | 8     | 6     | 7     | 7     | 7     | 5     | 9     | 7      | 7      | 5      | 122    |
| 7    | Náutico de Vigo | Real Club Náutico de Vigo | 9     | 6     | 6     | 8     | 10    | 4     | 8     | 9     | 4     | 6      | 6      | 7      | 121    |
| 8    | Muros           | Muradana                  | 11    | 10    | 5     | 4     | 6     | 8     | 4     | 8     | 6     | 9      | 8      | 6      | 119    |
| 9    | A Cabana        | Albatros                  | 6     | 8     | 11    | 10    | 8     | 9     | 9     | 7     | 13    | 8      | 9      | 9      | 97     |
| 10   | Coruxo          | Fontaíña                  | 10    | 11    | 10    | 9     | 9     | 10    | 10    | 10    | 8     | 12     | 10     | 10     | 85     |
| 11   | Rianxo          | Concello de Rianxo        | 8     | 9     | 9     | 13    | 11    | 11    | 11    | 11    | 10    | 11     | 11     | 12     | 77     |
| 12   | Chapela         | Arealonga                 | 12    | 13    | 12    | 12    | 12    | 13    | 12    | 13    | 14    | 14     | 12     | 14     | 51     |
| 13   | Puebla          | Carmela                   | 13    | 12    | 14    | 14    | 13    | 12    | 13    | 12    | 12    | 15     | 13     | 11     | 50     |
| 14   | Castropol       | Ría del Eo                | 15    | 15    | 13    | 11    | 14    | 14    | DNP   | 14    | 11    | 10     | 14     | 13     | 43     |
| 15   | As Xubias       | As Xubias                 | 16    | 16    | 15    | 15    | 15    | 15    | 14    | 15    | 15    | 13     | 15     | 15     | 25     |
| 16   | Bueu            | Maruxia                   | 14    | 14    | 15    | DNP   | DNP   | DNP   | DNP   | DNP   | DNP   | DNP    | DNP    | DNP    | 7      |

| Jornada / Club  | 1  | 2  | 3  | 4  | 5  | 6  | 7  | 8  | 9  | 10 | 11 | 12 |
| Jornada / Club  |    |    |    |    |    |    |    |    |    |    |    |    |
| --------------- | -- | -- | -- | -- | -- | -- | -- | -- | -- | -- | -- | -- |
| Samertolameu    | 4  | 3  | 2  | 2  | 1  | 1  | 1  | 1  | 1  | 1  | 1  | 1  |
| Amegrove        | 1  | 1  | 1  | 1  | 2  | 2  | 2  | 2  | 2  | 2  | 2  | 2  |
| Perillo         | 5  | 5  | 5  | 4  | 5  | 4  | 3  | 3  | 3  | 3  | 3  | 2  |
| Tirán           | 2  | 2  | 3  | 5  | 4  | 5  | 5  | 5  | 4  | 5  | 5  | 4  |
| Ares            | 3  | 4  | 4  | 3  | 3  | 3  | 4  | 4  | 5  | 4  | 4  | 5  |
| Vila de Cangas  | 7  | 7  | 7  | 6  | 6  | 6  | 7  | 6  | 7  | 7  | 7  | 6  |
| Náutico de Vigo | 9  | 8  | 6  | 7  | 8  | 7  | 8  | 8  | 8  | 6  | 6  | 7  |
| Muros           | 11 | 10 | 9  | 8  | 7  | 8  | 6  | 7  | 6  | 8  | 8  | 8  |
| A Cabana        | 6  | 6  | 8  | 9  | 9  | 9  | 9  | 9  | 9  | 9  | 9  | 9  |
| Coruxo          | 10 | 11 | 11 | 11 | 10 | 10 | 10 | 10 | 10 | 10 | 10 | 10 |
| Rianxo          | 8  | 9  | 10 | 10 | 11 | 11 | 11 | 11 | 11 | 11 | 11 | 11 |
| Chapela         | 12 | 13 | 12 | 12 | 12 | 12 | 12 | 12 | 12 | 12 | 12 | 12 |
| Puebla          | 13 | 12 | 13 | 13 | 13 | 13 | 13 | 13 | 13 | 13 | 13 | 13 |
| Castropol       | 15 | 15 | 14 | 14 | 14 | 14 | 14 | 14 | 14 | 14 | 14 | 14 |
| As Xubias       | 16 | 16 | 16 | 16 | 15 | 15 | 15 | 15 | 15 | 15 | 15 | 15 |
| Bueu            | 14 | 14 | 15 | 15 | 16 | 16 | 16 | 16 | 16 | 16 | 16 | 16 |

|  | Gráfico no disponible temporalmente debido a problemas técnicos. |

| Jornada / Club  | 1  | 2  | 3  | 4  | 5  | 6  | 7  | 8  | 9  | 10 | 11 | 12 |
| Jornada / Club  |    |    |    |    |    |    |    |    |    |    |    |    |
| --------------- | -- | -- | -- | -- | -- | -- | -- | -- | -- | -- | -- | -- |
| Samertolameu    | 4  | 3  | 2  | 2  | 1  | 1  | 1  | 1  | 1  | 1  | 1  | 1  |
| Amegrove        | 1  | 1  | 1  | 1  | 2  | 2  | 2  | 2  | 2  | 2  | 2  | 2  |
| Perillo         | 5  | 5  | 5  | 4  | 5  | 4  | 3  | 3  | 3  | 3  | 3  | 2  |
| Tirán           | 2  | 2  | 3  | 5  | 4  | 5  | 5  | 5  | 4  | 5  | 5  | 4  |
| Ares            | 3  | 4  | 4  | 3  | 3  | 3  | 4  | 4  | 5  | 4  | 4  | 5  |
| Vila de Cangas  | 7  | 7  | 7  | 6  | 6  | 6  | 7  | 6  | 7  | 7  | 7  | 6  |
| Náutico de Vigo | 9  | 8  | 6  | 7  | 8  | 7  | 8  | 8  | 8  | 6  | 6  | 7  |
| Muros           | 11 | 10 | 9  | 8  | 7  | 8  | 6  | 7  | 6  | 8  | 8  | 8  |
| A Cabana        | 6  | 6  | 8  | 9  | 9  | 9  | 9  | 9  | 9  | 9  | 9  | 9  |
| Coruxo          | 10 | 11 | 11 | 11 | 10 | 10 | 10 | 10 | 10 | 10 | 10 | 10 |
| Rianxo          | 8  | 9  | 10 | 10 | 11 | 11 | 11 | 11 | 11 | 11 | 11 | 11 |
| Chapela         | 12 | 13 | 12 | 12 | 12 | 12 | 12 | 12 | 12 | 12 | 12 | 12 |
| Puebla          | 13 | 12 | 13 | 13 | 13 | 13 | 13 | 13 | 13 | 13 | 13 | 13 |
| Castropol       | 15 | 15 | 14 | 14 | 14 | 14 | 14 | 14 | 14 | 14 | 14 | 14 |
| As Xubias       | 16 | 16 | 16 | 16 | 15 | 15 | 15 | 15 | 15 | 15 | 15 | 15 |
| Bueu            | 14 | 14 | 15 | 15 | 16 | 16 | 16 | 16 | 16 | 16 | 16 | 16 |

|  | Gráfico no disponible temporalmente debido a problemas técnicos. |

| Pos. | Club            | Victorias | Segundos | Terceros | Mejor resultado | Puntos | Ascenso o descenso                    |
| ---- | --------------- | --------- | -------- | -------- | --------------- | ------ | ------------------------------------- |
| 1    | Samertolameu    | 5         | 5        | 1        | 1.º             | 182    | Play-off previo de ascenso a Liga ACT |
| 2    | Amegrove        | 4         | 1        | 1        | 1.º             | 168    | Play-off previo de ascenso a Liga ACT |
| 3    | Perillo         | 3         | 2        | 4        | 1.º             | 168    |                                       |
| 4    | Tirán           | -         | 2        | 2        | 2.º             | 155    |                                       |
| 5    | Ares            | -         | 2        | 4        | 2.º             | 151    |                                       |
| 6    | Vila de Cangas  | -         | -        | -        | 5.º             | 122    |                                       |
| 7    | Náutico de Vigo | -         | -        | -        | 4.º             | 121    |                                       |
| 8    | Muros           | -         | -        | -        | 4.º             | 119    |                                       |
| 9    | A Cabana        | -         | -        | -        | 6.º             | 97     |                                       |
| 10   | Coruxo          | -         | -        | -        | 8.º             | 85     |                                       |
| 11   | Rianxo          | -         | -        | -        | 8.º             | 77     |                                       |
| 12   | Chapela         | -         | -        | -        | 12.º            | 51     |                                       |
| 13   | Puebla          | -         | -        | -        | 11.º            | 50     |                                       |
| 14   | Castropol       | -         | -        | -        | 10.º            | 43     |                                       |
| 15   | As Xubias       | -         | -        | -        | 14.º            | 25     |                                       |
| 16   | Bueu            | -         | -        | -        | 14.º            | 7      |                                       |

| Posición | 1.º | 2.º | 3.º | 4.º |
| -------- | --- | --- | --- | --- |
| Puntos   | 4   | 3   | 2   | 1   |

| Pos. | Club                      | Trainera   | 1 FUE | 2 POR | Puntos | Ascenso o descenso   |
| ---- | ------------------------- | ---------- | ----- | ----- | ------ | -------------------- |
| 1    | Zumaia-Altuna y Uria      | Telmo Deun | 1     | 2     | 7      | Asciende a Liga ACT  |
| 2    | Zarautz                   | Enbata     | 2     | 1     | 7      | Asciende a Liga ACT  |
| 3    | Isuntza-Grafilur-Super BM | Lekittarra | 3     | 3     | 4      | Desciende a Liga ARC |
| 4    | Trintxerpe-Carglass       | Azkuene    | 4     | 4     | 2      | Desciende a Liga ARC |